# Arnaud Michel d'Abbadie
Arnaud-Michel d'Abbadie (24 de juliol de 1815 – 8 de novembre de 1893) va ser un geògraf francès. Al costat del seu germà gran Antoine Thomson d'Abbadie va fer notables viatges a Etiòpia.

## Biografia
El pare, Michel-Arnauld, un noble menor del País Basc, originari d'Ürrüstoi-Larrabile, havia fugit la França revolucionària el 1791, primer a Espanya i després a Irlanda on es va casar amb Eliza Thompson of Park (1779-1865) el 1807. Arnaud i Antoine van néixer a Dublín. La família va emigrar a França el 1818, i ambdós germans hi van rebre una acurada educació científica.
El jove Arnaud va passar un temps a Algèria abans que tots dos germans, el 1837, iniciessin el seu viatge a Etiòpia, desembarcant a Massawa el febrer de 1838.
Ensems van visitar diverses parts del país, incloent els llavors poc coneguts districtes de Ennarea i Kaffa, de vegades al costat del seu germà, i en altres ocasions per separat. Tots dos germans van enfrontar diverses dificultats i moltes aventures, i es van veure embolicats en intrigues polítiques, especialment Antoine, el qual va exercir gran influència en favor de França i els missioners catòlics. Després de recol·lectar valuosa informació sobre geografia, geologia, arqueologia i història natural d'Etiòpia, tots dos van tornar a França en 1848, moment en què van començar a preparar els seus materials per a publicació.
Arnaud va realitzar una altra visita a Etiòpia el 1853.
Tots dos germans van rebre la gran medalla de la Societat Geogràfica de Paris el 1850.

## Obra destacada
El relat general dels viatges d'ambdós germans va ser publicat per Arnaud el 1868 amb el títol de: 
- Douze ans de séjour dans la Haute Éthiopie[6][7]